# 洛克斯特格羅夫鎮區 (阿肯色州斯通縣)
洛克斯特格羅夫鎮區（英語：Locust Grove Township）是位於美國阿肯色州斯通縣的一個行政鎮區。

## 地方資料
洛克斯特格羅夫鎮區的面積為40.09平方千米，當中陸地面積為40.08平方千米，而水域面積為0.01平方千米。根據2010年美國人口普查的數據，當地共有人口166人，而人口密度為每平方千米4.14人。